# Казанківська волость
Казанківська волость — історична адміністративно-територіальна одиниця Єлисаветградського повіту Херсонської губернії.
Станом на 1886 рік складалася з 9 поселень, 8 сільських громад. Населення — 6530 осіб (3327 чоловічої статі та 3203 — жіночої), 1118 дворових господарств.
|                     | Площа, десятин | У тому числі орної, дес. |
| ------------------- | -------------- | ------------------------ |
| Сільських громад    | 23446          | 14598                    |
| Приватної власності | 9083           | 2989                     |
| Казенної власності  | 7500           | 1600                     |
| Іншої власності     | 298            | 135                      |
| Загалом             | 40327          | 19322                    |

Найбільше поселення волості:
- Казанка — колишнє державне село при річці Висунь за 56 верст від повітового міста, 4881 особа, 881 двір, 2 православні церкви, єврейський молитовний будинок, школа, земська станція, 13 лавок, трактир, винний склад, 2 постоялих двори, 5 ярмарок: 25 березня, 1 травня, 14 вересня, базари по неділях. За 5 верст — молитовний будинок. За 7 верст — залізнична станція.